# Kolkwitziella acuta
Kolkwitziella acuta is een soort in de taxonomische indeling van de Dinoflagellata, een planktonisch organisme. Het organisme komt uit het geslacht Kolkwitziella en behoort tot de familie Kolkwitziellaceae. Kolkwitziella acuta werd ontdekt door Apstein in 1896.